# جیم میلر
جیم میلر (انگلیسی: Jim Miller؛ زادهٔ ۱۹۵۵ (۶۹–۷۰ سال)) یک تدوین‌گر اهل ایالات متحده آمریکا است.

## فیلم‌شناسی
- مردان سیاه‌پوش
- غرب وحشی وحشی
- وثیقه
- کوتوله را بگیرید